# Saint-Martin-en-Bresse
Saint-Martin-en-Bresse é uma comuna francesa na região administrativa de Borgonha-Franco-Condado, no departamento Saône-et-Loire. Estende-se por uma área de 34,85 km². Em 2010 a comuna tinha 1 989 habitantes (densidade: 57,1 hab./km²).